# Bartók Quartett
Das Bartók Quartett [ungarisch 'bɔrtoːk-] ist ein ungarisches Streichquartett, gegründet 1963 in Budapest als Nachfolge-Ensemble des Komlós Quartetts (1957–1963). Sein Repertoire umfasst besonders Werke der Wiener Klassik und Béla Bartóks sowie zeitgenössischer ungarischer Komponisten.

## Geschichte
Das Bartók Quartett ist das Nachfolge-Ensemble des Komlós Quartetts, welches 1957 von Studenten der Franz-Liszt-Musikakademie gegründet wurde.
Seit 1963 trägt das Ensemble den Namen „Bartók Quartett“. Es hatte seinen ersten großen Erfolg, als es 1964 beim internationalen Streichquartett-Wettbewerb in Lüttich den 1. Preis gewann. 
Das „Bartók Quartett“ nahm an internationalen Musikfestivals, aber auch Feierlichkeiten wie etwa der Eröffnung der Oper Sydney und am Tag der Menschenrechte in New York bei der UNO teil.
Im Jahre 1986 erhielt das Ensemble den Bartók-Preis. Die Einspielung der sechs Bartók-Streichquartette (ERATO/EMI) wurde von den europäischen Kritikern mit dem Grand Prix ausgezeichnet. Weitere Aufnahmen folgten unter anderem mit sämtlichen Streichquartetten von Beethoven und Brahms.

## Diskografie (Auswahl)
- Johannes Brahms: Streichquintette F-dur op. 88, G-dur op. 111. (Deutsche Schallplatten, 1984)
- Johannes Brahms: Streichsextette B-dur op. 18, G-dur op. 36. (Deutsche Schallplatten, 1985)
- Das Schönste der deutschen Romantik – Chöre, Lieder, Balladen. (Delta Music, 1986)
- Sternstunden der Musik. (Deutscher Schallplatten-Club, 1987)
- Meditation. – [Mehrteiliges Werk] Teil: Vol. 1. (1991)
- Felix Otto Dessoff: Kammermusik. (Bella Musica, 1994)
- Klassik Radio – Musik für gewisse Stunden. (Bella Musica, 1996)
- Peter I. Tchaikovsky: String quartets op. 11 and op. 30. (Andreas Spreer, 2002)
- Meditation – classical relaxation / beautiful harmonies of great classical music. (Delta Music, 2002)
- Meditation – Entspannen mit klassischer Musik. (Delta Music, 2003)